# Xysticus slovacus
Xysticus slovacus är en spindelart som beskrevs av Svaton, Pekár och Prídavka 2000. Xysticus slovacus ingår i släktet Xysticus och familjen krabbspindlar. Inga underarter finns listade i Catalogue of Life.